# Le Fils d'un migrant syrien
Le Fils d'un migrant syrien (en anglais The Son of a Migrant from Syria) est une peinture murale réalisée en 2015 par le grapheur Banksy. La peinture murale était située dans la Jungle de Calais, surnom du campement près de Calais où vivaient les migrants qui tentaient d'entrer au Royaume-Uni. L'œuvre représentait comme un migrant itinérant Steve Jobs, défunt cofondateur et ancien PDG d'Apple, fils d'un migrant syrien aux États-Unis.

## Contexte
Depuis le début de la crise migratoire européenne, de nombreuses personnes ont fui la guerre civile syrienne. Des milliers de migrants, la plupart venant de Syrie, d'Afghanistan, et d'Érythrée, vivaient dans le camp provisoire appelé Jungle, près de Calais. Banksy, un artiste et activiste politique anglais, avait déjà fait don de pièces de son installation Dismaland pour aider à construire des abris pour le camp.
En décembre 2015, Banksy révéla qu'il avait peint plusieurs graffitis portant sur la crise des migrants, dont  une adaptation de la peinture Le Radeau de La Méduse de Théodore Géricault, représentant des migrants sur un radeau dérivant vers un luxueux yacht. Ici, Le Fils d'un migrant syrien décrit Steve Jobs portant un col roulé noir et des lunettes. Il est debout, tenant d'une main un sac contenant ses affaires et, de l'autre, un Macintosh première génération. Le portrait de Steve Jobs provient d'une photo datant de 2006, prise par Albert Watson et utilisée pour la couverture de la biographie de Steve Jobs par Walter Isaacson.
Banksy, dans l'une de ses rares déclarations publiques a dit : « Nous sommes souvent menés à penser que la migration est une ponction sur les ressources du pays mais Steve Jobs était le fils d'un migrant syrien. Apple est l'entreprise la plus rentable du monde, elle paye 7 milliards de dollars en taxes chaque année et n'existe que parce qu'ils ont admis un jeune garçon venant de Homs. »
L'utilisation de Jobs comme symbole des migrants syriens était devenu populaire à la suite du tweet de David Galbraith en septembre 2015, incluant une photo de Jobs avec en sous-titre Le Fils d'un migrant syrien.
Le père biologique de Steve Jobs, Abdulfattah « John » Jandali, était un étudiant de la haute société de Homs qui rencontra la mère de Jobs, Joanne Schieble, pendant son doctorat à l'Université du Wisconsin à Madison. Steve Jobs a été adopté quelques mois après sa naissance par un couple californien. Selon Isaacson, Jobs avait peu d’intérêt pour son héritage syrien. Isaacson déclara : « Quand le Moyen-Orient arrivait dans la conversation, le sujet ne l’engageait pas ou ne lui évoquait pas ses opinions fortes, cela même après les soulèvements du printemps arabe. »

## Accueil
Matt Miller a dit que l'œuvre était une « puissante déclaration et saisissait l’histoire de l'origine de Jobs. »
Memphis Braker de The Independent a fait l'éloge de l'aspect visuel de l'œuvre mais a critiqué le fait d'utiliser Jobs comme une représentation des réfugiés et qu'il devrait y avoir une note sous la peinture : « L'idée qu'il pourrait y avoir un Steve Jobs parmi ceux qui vivent dans la Jungle pourrait être balayée rapidement. On doit un meilleur traitement et accélérer les demandes d’asile pour ces personnes car ce sont des êtres humains ; certains saints, d'autres moins,  certains ont l'esprit d'entreprise, d'autres sont illettrés. »
Issie Lapowski, journaliste de Wired, a partagé cette vue, ajoutant qu'elle « espérait que le monde allait se mobiliser pour aider les millions de réfugiés dans le besoin simplement car ils sont dans le besoin et non car ils pourraient inventer le prochain iPhone ».
Ashley Carman, de The Verge, a nuancé en déclarant que « même si l'effort de sensibilisation était louable, il fallait rappeler le refus de Jobs de considérer sa relation à ses géniteurs sous un angle autre que purement biologique ».
Les autorités de la ville de Calais ont installé des panneaux de verre par-dessus Le Fils d'un migrant syrien ainsi que près d'autres graffitis. La maire Natacha Bouchart a dit que ces graffitis représentaient une opportunité pour la ville, car « Ils sont très bien et portent un message. »
En janvier 2016, Le Fils d'un migrant syrien a été dégradé par des vandales qui ont cassé la protection en verre pour taguer l'œuvre.